# Caumont-sur-Aure

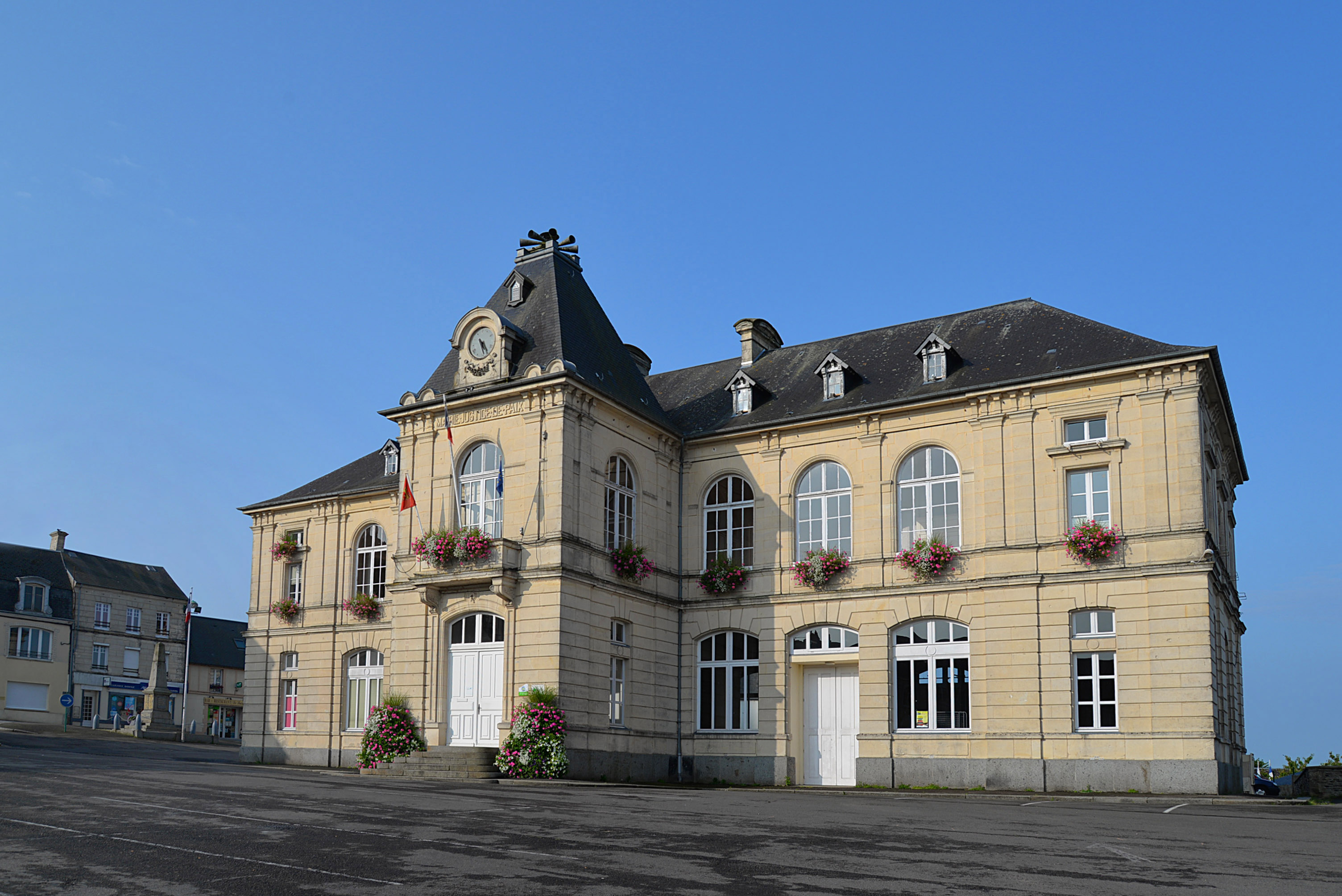
Rathaus (2017)

Caumont-sur-Aure ist eine französische Gemeinde mit 2.439 Einwohnern (Stand: 1. Januar 2022) im Département Calvados in der Region Normandie. Sie gehört zum Kanton Les Monts d’Aunay und zum Arrondissement Vire.
Die Gemeinde entstand mit Wirkung zum 1. Januar 2017 als Commune nouvelle durch die Zusammenlegung der früheren Gemeinden Caumont-l’Éventé, Livry und La Vacquerie, die in der neuen Gemeinde den Status einer Commune déléguée haben. Der Verwaltungssitz befindet sich im Ort Caumont-l’Éventé.

## Gliederung
| Ortsteil                             | ehemaliger INSEE-Code | Fläche (km²) | Einwohnerzahl zum 1. Januar 2022 |
| ------------------------------------ | --------------------- | ------------ | -------------------------------- |
| Caumont-l’Éventé (Verwaltungssitz)00 | 14143                 | 06,27        | 1.371                            |
| Livry                                | 14372                 | 23,48        | .0755                            |
| La Vacquerie                         | 14722                 | 10,18        | .0313                            |

## Geografie
Caumont-sur-Aure grenzt im Westen an Sallen, Foulognes und Sainte-Honorine-de-Ducy, im Norden an Cahagnolles, im Osten an Aurseulles, im Südosten an Amayé-sur-Seulles (Berührungspunkt), im Süden an Cahagnes und Val de Drôme sowie im Südwesten an La Lande-sur-Drôme, Biéville und Saint-Jean-d’Elle.
In Livry entspringt der Fluss Aure.